# 폴 로빈슨 (1979년)
폴 윌리엄 로빈슨(영어: Paul William Robinson, 1979년 10월 15일, 잉글랜드 베벌리 ~ )는 잉글랜드의 전 축구 선수로, 포지션은 골키퍼이다. 과거 토트넘 홋스퍼와 블랙번 로버스의 주전 골키퍼로 뛰었다.